# Kościół św. Rodziny w Tomaszowie Mazowieckim
Kościół świętej Rodziny w Tomaszowie Mazowieckim – rzymskokatolicki kościół parafialny należący do parafii pod tym samym wezwaniem (dekanat tomaszowski archidiecezji łódzkiej. Należy do księży filipinów.

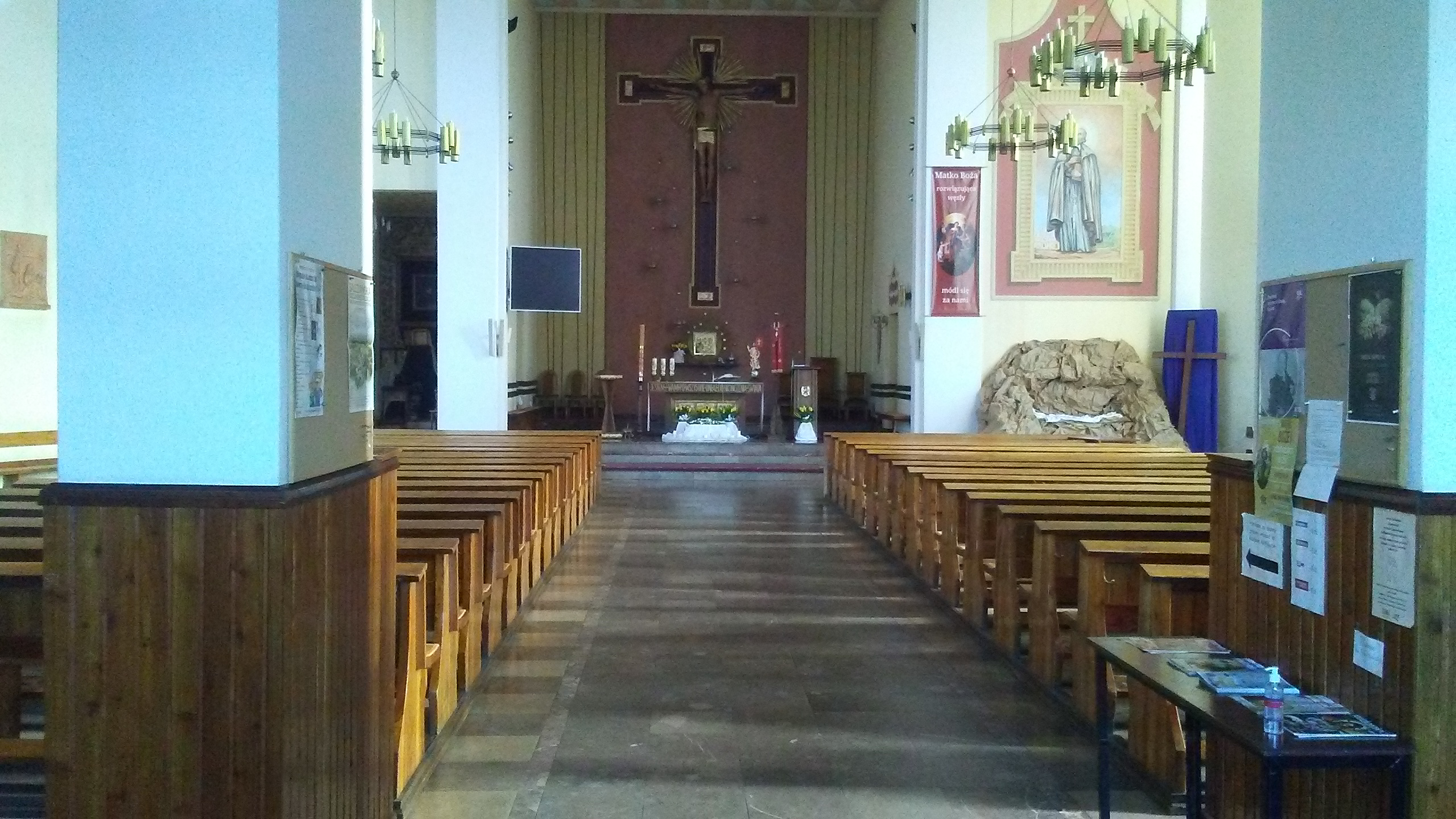
Wnętrze świątyni

Jest to świątynia wzniesiona w latach 1981–1984 w stylu nowoczesnym, według projektu architekta Jerzego Dobrzańskiego. Budowla jest jednonawowa i charakteryzuje się nietypową wieżą umieszczoną na kościele. Świątynia została poświęcona w dniu 23 września 1984 roku przez księdza biskupa Józefa Rozwadowskiego, natomiast konsekrowana została 21 października 1990 roku przez księdza biskupa Władysława Ziółka.